# Tapetklister (sång)
Tapetklister är en singel släppt av popgruppen Jumper, släppt på singel i november 1996. samt på bandets självbetitlade album. Singeln placerade sig som högst på 13:e plats på den svenska singellistan.

## Listplaceringar
| Lista (1996-1997) | Topplacering |
| ----------------- | ------------ |
| Sverige           | 13           |

### Fotnoter
1. ↑  information på Svensk mediedatanas
2. ↑  information på Svensk mediedatanas
3. ↑  Swedishcharts